# Reinhart von Eichborn
Reinhart von Eichborn (* 1. November 1911 in Breslau; † 2. November 1990 in Burscheid) war ein deutscher Jurist, Lexikograph und Verleger. Er war Zeuge in Untersuchungen zum Massaker von Katyn sowie Verfasser des „Großen Eichborns“, eines deutsch-englischen Wirtschaftslexikons.

## Leben
Reinhart von Eichborn wuchs als Sohn eines Bankiers (Bankhaus Eichborn & Co.) in Breslau in wohlhabenden Verhältnissen auf. Er war Urenkel des Schachspielers Louis Eichborn aus dem Adelsgeschlecht Eichborn. Nach dem Abitur studierte er in Halle Rechtswissenschaften. Zu seinen Kommilitonen gehörte der spätere Widerstandskämpfer Fabian von Schlabrendorff. Für ein Jahr ging von Eichborn zum Studium nach Oxford. Er schloss sein Studium in Berlin ab.
Reinhart von Eichborn war Agitator und als selbsttitulierter „Amtsleiter der Abteilung II; Kulturamt, des studentischen Zentralausschusses zur Durchführung der nationalen Revolution“ maßgeblich bei der Auswahl sogenannter „volkszersetzender“ Literatur sowie an deren Konfiszierung in Buchhandlungen und Bibliotheken von Halle beteiligt. Die beschlagnahmten Werke wurden bei der nationalsozialistischen Bücherverbrennung in der Saalestadt am 12. Mai 1933 in die Flammen geworfen.
Mit dem Beginn des Zweiten Weltkriegs wurde er als Leutnant der Reserve zum Nachrichtenregiment 537 eingezogen. Von Anfang 1941 bis März 1943 leitete er die Telefonzentrale des Stabes der Heeresgruppe Mitte in Smolensk. Hier traf er wieder auf Fabian von Schlabrendorff. Er unterstützte diesen und Oberst Henning von Tresckow, als diese in Smolensk ein Attentat auf Adolf Hitler planten.
Das vorletzte Kriegsjahr tat von Eichborn, nun Oberleutnant, in der Abteilung Nachrichtenwesen des Oberkommandos des Heeres Dienst, wo er mit dem ebenfalls aus Breslau stammenden Hitler-Gegner Erich Fellgiebel zusammenarbeitete. Das Kriegsende erlebte er in Bayern, er stellte sich in Starnberg den US-Besatzungstruppen als Dolmetscher zur Verfügung.
Als Jurist mit exzellenten Englischkenntnissen wurde er Abteilungsleiter in der Kreditanstalt für Wiederaufbau, dann Generalbevollmächtigter einer Frankfurter Privatbank, bevor er als Rechtsexperte in die Industrie wechselte.
In all diesen Jahren arbeitete er an einem deutsch-spanischen sowie einem englischen Wirtschaftslexikon. Letzteres erlebte unter dem Namen „Der große Eichborn“ zahlreiche Auflagen und erschien in Lizenz auch in Großbritannien und den USA. Er gründete für seine Lexika den Siebenpunkt-Verlag in Burscheid.

## Rolle in der Causa Katyn
Im Sommer 1945 erfuhr von Eichborn durch einen Zeitungsartikel, dass der frühere Kommandeur des Nachrichtenregiments 537, Friedrich Ahrens, in der sowjetischen Anklageschrift für den ersten der Nürnberger Prozesse als Verantwortlicher für das Massaker von Katyn genannt wurde. Eichborn gelang es, den Verbleib Ahrens‘ zu ermitteln. Auf seine Initiative war es zurückzuführen, dass die deutschen Verteidiger eine Zeugenbefragung zur Causa Katyn verlangten.
Er selbst wurde neben Ahrens und dem damaligen Nachrichtenführer der Heeresgruppe Mitte, Generalleutnant Eugen Oberhäuser, in Nürnberg als Zeuge gehört. Alle drei bestätigten, dass sie aufgrund ihrer Dienststellung von einer Massenexekution polnischer Offiziere durch die Wehrmacht oder die SS erfahren hätten, falls es einen derartigen Befehl gegeben hätte. Doch konnten die drei ehemaligen Fernmeldeoffiziere keine Aussagen zu den Untersuchungen der Massengräber von Katyn machen.
Von Eichborn wie auch Ahrens und Oberhäuser wiederholten ihre Aussagen 1952 vor einem Untersuchungsausschuss des US-Kongresses unter Leitung des demokratischen Abgeordneten Ray J. Madden. Die Mitglieder der Madden-Kommission waren zur Befragung der deutschen Zeugen eigens nach Frankfurt am Main gereist.

## Werke
- Der Fall Katyn. Zusammenfassende Darstellung. o. O. 1952  (unveröffentlichtes Manuskript)
- Wirtschaftswörterbuch. Englisch-Deutsch, Deutsch-Englisch. 2 Bände. Düsseldorf 1967/68.
- Wirtschaftswörterbuch. Deutsch-Spanisch. Spanisch-Deutsch. 2 Bände. Burscheid 1972/74.
- Der kleine Eichborn. Taschenlexikon der Wirtschaftssprache. Englisch-Deutsch. Englisch-Deutsch. Burscheid 1975.
- Der Große Eichborn: Wirtschaft, Recht, Verwaltung, Verkehr, Umgangssprache. Deutsch-Englisch. Englisch-Deutsch. 2 Bände. Düsseldorf 1981/82.
- German dictionary: economics, law, administration, general. Cambridge 1983.
- Wirtschaftsspanisch. 2 Bände. Düsseldorf 1990.
- Die Sprache unserer Zeit. Deutsch-Englisch, Englisch-Deutsch. 4 Bände. Burscheid 1990–1996.